# Teoría de autor

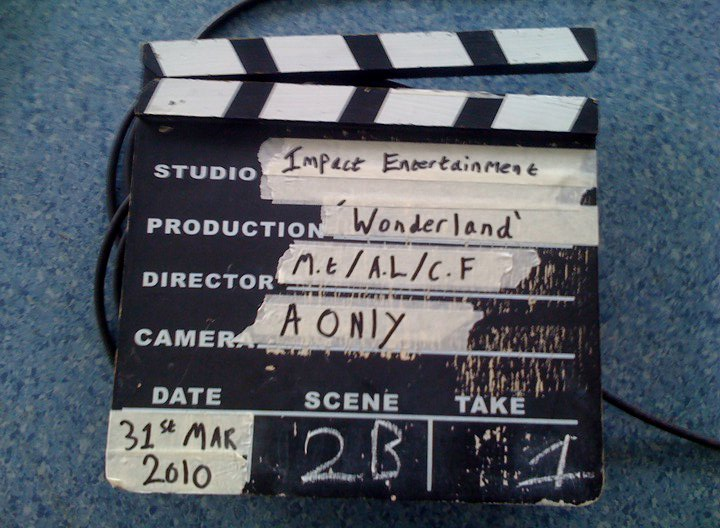
Imagen de claqueta con datos de autor cinematográfico

La teoría de autor es una teoría que asevera originalmente que el cineasta es su propio guionista, término cuya procedencia deriva del francés auteur (autor). Se habla en términos de autor a quien aplica un control altamente centralizado y subjetivo a muchos aspectos de un trabajo creativo colaborativo. El término se deriva en analogía de una persona el equivalente de un autor de una novela o una obra de teatro. El término se usa comúnmente para referirse a directores de cine con un estilo reconocible o preocupación temática.
La teoría de autor se originó en la crítica cinematográfica francesa de finales de la década de 1940 como un sistema de valores que se deriva del enfoque de la crítica cinematográfica de André Bazin y Alexandre Astruc, denominado así por el crítico estadounidense Andrew Sarris. El concepto fue inventado para distinguir a los cineastas de Nouvelle vague de los directores de sistemas de estudio que formaban parte del establishment de Hollywood, y desde entonces se ha aplicado a los productores de música popular, así como a los creadores de videojuegos.

## Cine

### Origen
La definición de un auteur se ha debatido desde la década de 1940. André Bazin y Roger Leenhardt presentaron la teoría de que es el director que da vida a la película y utiliza la película para expresar sus pensamientos y sentimientos sobre el tema, así como una visión del mundo como un autor. Un autor puede usar iluminación, trabajo de cámara, montaje y edición para agregar a su visión.

### Renoir como auteur
En cuanto a la teoría de autor, el director de cine Jean Renoir afirmó que "cada ser humano, sea o no un artista, es en gran medida un producto de su entorno". Jean Renoir era el hijo del pintor Auguste Renoir y expresó sus preocupaciones artísticas sobre el cine con las palabras: "Vislumbré la posibilidad de hacer contacto con el público mediante la proyección de temas auténticos en la tradición del realismo francés"

### Truffaut
En el ensayo de François Truffaut de 1954 "Une certaine tendance du cinéma français" ("Una cierta tendencia en el cine francés"), acuñó la frase "la politique des Auteurs", afirmando que lo peor de las películas de Jean Renoir siempre sería más interesante que la mejor de las películas de Jean Delannoy. "Politique" podría muy bien traducirse como "política" o "programa"; implica una decisión consciente de valorar y mirar películas de cierta manera. Uno podría verlo como la política de tratar a cualquier director que use un estilo personal o una cosmovisión única como un Auteur. Truffaut criticó el cine de la calidad como "películas de Scenarists", que son obras que carecen de originalidad y se basan en clásicos de la literatura. Según Truffaut, esto significa que el director es solo un metteur en scene, un "encargado de la puesta de escena". Esta tradición sugiere que el guionista le entrega el guion al director y el director simplemente agrega los intérpretes y las imágenes. Truffaut dijo: "no hay películas buenas y malas, solo buenos y malos directores".

### Cambios de Hollywood
Desde 1960, con su primera película como director, The Bellboy, Jerry Lewis fue uno de los primeros actores del sistema de estudio de Hollywood que se convirtió en director para ser criticado como un autor. Su atención a los aspectos comerciales y creativos de la producción: escritura, dirección, iluminación, edición y dirección artística coincidió con el auge de la teoría del autor. Obtuvo constantes elogios de la crítica francesa tanto en Cahiers du Cinéma como en Positif.Su singular puesta en escena y su habilidad detrás de la cámara se alinearon con Howard Hawks, Alfred Hitchcock y Satyajit Ray. Jean-Luc Godard dijo, "Jerry Lewis [...] es el único en Hollywood que está haciendo algo diferente, el único que no está cayendo en las categorías establecidas, las normas, los principios [...] Lewis es el único hoy que está haciendo películas valientes. Ha sido capaz de hacerlo debido a su genio".

### Crítica
Incluso antes de que la teoría del autor se definiera claramente, se consideraba que el director era el más importante entre las personas que trabajaban en una película. El antiguo teórico del cine alemán Walter Julius Bloem lo atribuyó al cine como un arte para las masas, y las masas estaban acostumbradas a considerar a alguien que entrega el producto final (en este caso, el director) como artista, y aquellos que contribuyen antes (es decir, guionistas) como aprendices.
A partir de la década de 1960, algunos críticos de cine comenzaron a criticar el enfoque de la teoría de autor en el papel de autor del director. Pauline Kael y Andrew Sarris se pelearon en las páginas de The New Yorker y varias revistas de cine. Una de las razones de la reacción negativa es el aspecto colaborativo de rodar una película y el privilegio del director dado por la teoría del autor (cuyo nombre, a veces, se ha vuelto más importante que la película misma). En "Raising Kane" (1971), de Kael, un ensayo escrito sobre Ciudadano Kane de Orson Welles, señala cómo la película hizo un uso extensivo de los talentos distintivos del coguionista Herman J. Mankiewicz y el director de fotografía Gregg Toland.
Algunos guionistas se han opuesto públicamente a la idea de que los directores sean más autorales que guionistas, mientras que el historiador Aljean Harmetz, refiriéndose a la contribución creativa de productores y ejecutivos de estudio en Hollywood clásico, argumenta que la teoría del autor "colapsa contra la realidad del sistema de estudio". En 2006, David Kipen acuñó el término teoría de Schreiber para referirse a la teoría del guionista como el autor principal de una película.
El historiador cinematográfico Georges Sadoul señaló que el autor principal de una película no es necesariamente el director, sino que puede ser el actor principal, guionista, productor o incluso el autor de la historia original (en el caso de adaptaciones literarias). Además, argumentó que la película solo puede verse como un trabajo colectivo y no como un trabajo de una sola persona.
Algunos critican la teoría de autor y la práctica de elogiar a los directores como autor, por ser algo dominado por la presencia masculina. Específicamente en los EE. UU., ninguna mujer directora ha sido invitada alguna vez a unirse al panteón de directores/autor internacionales. Kathryn Bigelow, candidata potencial para ser reconocida como auteur, tuvo que abandonar los EE. UU. por seguridad financiera, y todavía no está incluida. Algunos señalan la falta de mujeres directoras. En 2016, solo el 7% de todos los directores de las 250 películas más taquilleras fueron mujeres en los Estados Unidos.  La profesora Martha Lauzen de la Universidad Estatal de San Diego dice que las mujeres están representadas en las escuelas de cine.   La baja representación de las mujeres en el cine se ha llamado techo de celuloide, en referencia al techo de cristal.

### Leyes
Hay referencias en la ley, donde una película dirigida se trata como una obra de arte y el autor, como creador de la película, es el titular original de los derechos de autor. Bajo la ley de la Unión Europea, el director de la película es considerado el autor o uno de los autores de una película, en gran parte como resultado de la influencia de la teoría del autor.

## Música popular

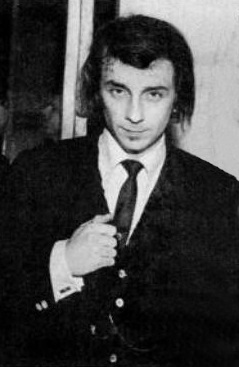
Productor discográfico Phil Spector en 1964

Referencias a la teoría de autor se aplican ocasionalmente a músicos, intérpretes musicales y productores de música. Desde la década de 1960, Phil Spector es considerado el primer autor entre los productores de música popular. El autor Matthew Bannister lo nombró el primer productor "estrella". El periodista Richard Williams escribió: "Spector creó un nuevo concepto: el productor como director general del proceso creativo, de principio a fin. Él tomó el control de todo, seleccionó a los artistas, escribió o eligió el material, supervisó los arreglos, les dijo a los cantantes cómo formular, planeó todas las fases del proceso de grabación con la más dolorosa atención al detalle, y lanzó el resultado por su cuenta en su propio sello". Otro de los primeros autores de la música pop fue el líder multitarea de los Beach Boys, Brian Wilson, quien fue el mentor de Spector. Antes del pop progresivo de finales de la década de 1960, los artistas por lo general no podían decidir sobre el contenido artístico de su música. Wilson se convirtió en el primer productor de rock en utilizar el estudio como un instrumento discreto, lo que convierte a los Beach Boys en uno de los primeros grupos de rock en ejercer control de estudio. Los productores de música después de mediados de la década de 1960 recurrirían a su influencia, estableciendo un precedente que permitía a las bandas y artistas ingresar a un estudio de grabación y actuar como productores, ya sea de forma autónoma o en conjunto con otras mentes similares. Jason Guriel, del The Atlantic, escribió que Wilson "allanó el camino para autores como Kanye West...anticipando el ascenso del productor ... [y] la era moderna centrada en el pop, que privilegia productor sobre artista y difumina la línea entre el entretenimiento y el arte...Cada vez que una banda o un músico desaparece en un estudio para idear un misterio de longitud de álbum, el fantasma de Wilson se acerca".

## Videojuegos
Al ampliar el uso de los términos asociados con la teoría de autor, también se ha aplicado al entorno audiovisual que se encuentra en los videojuegos. El desarrollador japonés Hideo Kojima (serie Metal Gear) es considerado el primer autor de videojuegos. Otros auters incluyen Tetsuya Nomura (serie Final Fantasy), Fumito Ueda (Ico, Shadow of the Colossus, The Last Guardian), Yoko Taro (Drakengard, NieR, NieR: Automata), Suda 51 (No More Heroes, Killer 7), Jon Van Caneghem (Might and Magic), Ken Levine (BioShock, BioShock Infinite, System Shock 2), Tetsuya Takahashi (serie Xeno), Hidetaka Miyazaki (serie Souls) y Ragnar Tørnquist.